# Txingar
Txingar est le mot basque désignant la braise, le charbon ardent. Les charbons du foyer sont considérés comme bénis, de même le foyer su (feu). C'est ainsi qu'ils peuvent servir d'amulettes (kutun) et protéger celui qui en porte du begizko (mauvais œil). Afin d'éviter que l'eau ramenée de nuit de la fontaine, ne cause quelque préjudice à celui qui va en boire, on y introduit un charbon ou tison chauffé. On croyait que de nuit les eaux étaient sous le pouvoir de mauvais génies. On avait également l'habitude d'introduire des braises dans le café nouvellement fait, avant de le servir.

## Étymologie
Txingar signifie « braise, étincelle » en basque. Le suffixe a désigne l'article : txingara se traduit donc par « la braise ».